# Gottlieb Mittelberger

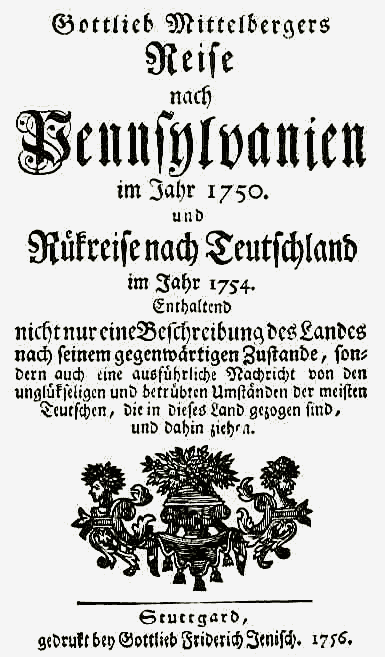
Gottlieb Mittelberger: Reise nach Pennsylvanien (Titelseite der Ausgabe 1756)

Gottlieb Mittelberger (* 1715 in Eberdingen bei Vaihingen/Enzweihingen; † 1758 oder 1779) war ein schwäbischer Schulmeister und Amerikafahrer. Von 1750 bis 1754 hielt er sich in Amerika auf. Er arbeitete als Schulmeister und Organist im Amt Neu-Providence, Pennsylvanien. Über seine Reise nach Pennsylvanien im Jahre 1750 und Rückreise nach Deutschland im Jahr 1754 verfasste er einen erschütternden Reisebericht mit dem (orthographisch behutsam modernisierten) Titel Gottlieb Mittelbergers Reise nach Pennsylvanien im Jahr 1750 und Rückreise nach Deutschland im Jahr 1754: enthaltend nicht nur eine Beschreibung des Landes nach seinem gegenwärtigen Zustand, sondern auch eine ausführliche Nachricht von den unglückseligen und betrübten Umständen der meisten Deutschen, die in dieses Land gezogen sind, und dahin ziehen.